# Министерство на вътрешните работи на България
Министерството на вътрешните работи (съкратено МВР) е държавна институция на България с ранг на министерство.
Грижи се за защитата на вътрешната и на националната сигурност, за борбата с престъпността, опазването на обществения ред и други.  МВР се оглавява от политическо лице (министър), член на Министерския съвет на България. То е сред първите 6 български министерства, създадени на 5 юли 1879 г. (стар стил).

## История

### Създаване
Министерството на вътрешните работи/дела/ (МВР/Д/) започва да функционира от 5 юли 1879, когато с Указ № 1 княз Александър I Батенберг сформира Първото правителство на България. За министър-председател на България и първи министър на вътрешните работи е назначен Тодор Бурмов.
През 1925 г. по „Закона за администрацията и полицията“ е създадена и специална „Дирекция на полицията“, сред чиито отдели е и Държавна сигурност. През 1934 г. Министерството организира широкомащабна кампания за българизиране на названията на 1600 селища, носещи все още османски имена. На 10 септември 1944 година с Постановление № 1 Министерският съвет под натиска на комунистите създава т. нар. Народна милиция и ликвидира полицейската система на предишното правителство. В Народната милиция постъпват на работа хора, които са участвали в нелегалното комунистическо движение и имат заслуги за установяване на новата власт.

### Структурни промени
От 27 декември 1968 г. с указ № 1156 Министерството на вътрешните работи и народното здраве (МВРНЗ) и Комитета за държавна сигурност се обединяват в Министерство на вътрешните работи и държавна сигурност (МВРДС). Година по-късно, на 5 април 1969 г., наименованието му е възстановено. Държавна сигурност съществува отделно съгласно два нормативни акта: Указ № 1670 от 1974 г. за Държавна сигурност и Указ № 1474 от 1974 г. за дейността на Държавна сигурност.
През 1991 г. се приема закон за реформа в системата на МВР. С този закон се отменят указите за Държавна сигурност и тя се премахва. Променя се наименованието от „Народна милиция“ на „Национална полиция“. През 1993 г. е приет нов „Закон за националната полиция“.
През юни 2008 г. в МВР работят 63 000 служители, от които 47 000 полицаи, 8000 в пожарната и 5000 административни служители. 

## Структура

### Ръководство
Министър
- Звено за вътрешен одит
- Дирекция „Вътрешна Сигурност“

Заместник–министри (Политически кабинет)
Главен секретар

### Основни структури
- Главна дирекция „Национална полиция“
  - Дирекция „Жандармерия“
  - Столична Дирекция на Вътрешните работи (СДВР)
  - Областни Дирекции на МВР (ОД на МВР)
- Главна дирекция „Борба с организираната престъпност“ (ГДБОП)
  - Областни сектори „БОП“
- Главна дирекция „Пожарна безопасност и защита на населението“ (ГДПБЗН) [5]
  - Ръководство: главен директор с трима заместници, двама от които са директори на дирекции
  - Дирекция „Държавен контрол и превантивна дейност“
    - Отдел „Държавен контрол“ с 4 сектора
    - Отдел „Превантивна дейност“ с 4 сектора
    - Отдел „Център за изследвания и експертизи“ с 2 сектора

  - Дирекция „Оперативни дейности“
    - Отдел „Интегрирана пожарогасителна и спасителна дейност“ с 3 сектора
    - Отдел „Национален оперативен център“ с 3 сектора
    - Сектори „Техника“ и „Доброволни формирования“

  - Структури на пряко подчинение на главния директор
    - Отдел „Координация и информационно-аналитична дейност“ с 2 сектора
    - Отдел „Човешки ресурси“ с 2 сектора
    - Отдел „Управление на собствеността“ с 2 сектора
    - Отдел „Международни проекти“ с 2 сектора
    - Отдел „Финанси“ с 2 сектора
    - Отдел „правно-нормативно обслужване“
    - Отдел „Международно сътрудничество, НАТО, ЕС и хуманитарни операции“
    - Сектор „Възстановяване и подпомагане“
    - Финансов контрольор

  - Столична дирекция „Пожарна безопасност и защита на населението“ (СДПБЗН – София)
  - Регионални дирекции „Пожарна безопасност и защита на населението“ (РДПБЗН) в 27 области с примерна структура: [6]
    - Ръководство: директор
    - Сектор „Превантивна дейност“ с група
    - Сектор „Пожарогасителна и спасителна дейност“ с група
    - Районни служби „Пожарна безопасност и защита на населението“, някои с разнесени участъци
    - Сектор „Административен“: информационно-аналитична дейност и административно обслужване, финансово осигуряване, управление на обществеността, човешки ресурси, системен оператор, отчетник, планиране на материали, домакин, огняр, чистач, пазачи.
- Главна дирекция „Гранична полиция“
  - Регионална дирекция „Гранична полиция“ – Аерогари (РДГПА). Включва гранични полицейски управления (ГПУ) и гранични контролно-пропускателни пунктове (ГКПП):
    - ГПУ София – ГКПП „Аерогара София“ Терминал 1 и Терминал 2
    - ГПУ Летище Варна – ГКПП „Аерогара Варна“ и ГКПП „Аерогара Горна Оряховица“
    - ГПУ Летище Бургас – ГКПП „Аерогара Бургас“
    - ГПУ Летище Пловдив – ГКПП „Аерогара Пловдив“

  - Регионална дирекция „Гранична полиция“ (РДГП) – Русе
    - ГПУ Видин: ГКПП Видин с подпунктове ферибот, товарно пристанище и речна гара; База „Гранични полицейски кораби“ – Видин; ГКПП Лом
    - ГПУ Козлодуй – ГКПП Оряхово ферибот
    - ГПУ Сомовит – ГКПП Сомовит-Никопол с подпунктове товарно пристанище Сомовит и ферибот Никопол
    - ГПУ Свищов – ГКПП Свищов с подпунктове товарни пристанища Свищов и Свилоза и ферибот Свищов
    - ГПУ Русе – ГКПП Русе с подпунктове Дунав мост, централна ЖП гара, гара разпределителна, пристанище и ферибот
    - ГПУ Силистра – ГКПП Тутракан; ГКПП Силистра с подпунктове шосе, речна гара, яхтено пристанище и ферибот; ГКПП Кайнарджа – Липница; ГКПП Крушари
    - ГПУ Генерал Тошево – ГКПП Кардам с подпунктове шосе и гара и ГКПП Дуранкулак

  - Регионална дирекция „Гранична полиция“ – Бургас
    - ГПУ Балчик – ГКПП Пристанище Балчик
    - ГПУ Варна – ГКПП Пристанище Варна с подпунктове: Варна-Изток (Морска гара Варна), Пристанище за генерални товари и яхтен пристан, Ферибот, Варна-Петрол, Варна-Леспорт, ТЕЦ Езерово и Варна-Запад
    - ГПУ Бургас – ГКПП Бургас с подпунктове Морска гара Бургас, Пристанище Бургас, Ферибот Бургас-Запад и Морска гара Несебър
    - ГПУ Царево – ГКПП Пристанище Царево

  - Регионална дирекция „Гранична полиция“ – Елхово
    - ГПУ Малко Търново – ГКПП Малко Търново
    - ГПУ Средец
    - ГПУ Болярово
    - ГПУ Елхово – ГКПП Лесово - Хамзабейли
    - ГПУ Свиленград – ГКПП Капитан Андреево - Капъкуле с подпунктове шосе и гара

  - Регионална дирекция „Гранична полиция“ – Смолян
    - ГПУ Ново село – ГКПП Капитан Петко войвода – Орменион
    - ГПУ Ивайловград – ГКПП Ивайловград - Кипринос
    - ГПУ Крумовград 
    - ГПУ Момчилград – ГКПП Маказа - Нимфея
    - ГПУ Златоград – ГКПП Златоград
    - ГПУ Рудозем
    - ГПУ Доспат
    - ГПУ Гоце Делчев – ГКПП Илинден – Ексохи
    - ГПУ Петрич – ГКПП Кулата с подпунктове шосе и гара

  - Регионална дирекция „Гранична полиция“ – Кюстендил
    - ГПУ Златарево – ГКПП Златарево – Ново село
    - ГПУ Благоевград – ГКПП Логодаж
    - ГПУ Гюешево – ГКПП Гюешево

  - Регионална дирекция „Гранична полиция“ – Драгоман
    - ГПУ Олтоманци – ГКПП Олтоманци
    - ГПУ Трън – ГКПП Стрезимировци
    - ГПУ Калотина – ГКПП Калотина с подпунктове гара и шосе
    - ГПУ Чипровци – ГП Мартиново, Чипровци, Дива Слатина и Дълги Дел
    - ГПУ Белоградчик – ГП Салаш
    - ГПУ Брегово – ГКПП Връшка чука и ГКПП Брегово
- Специализиран отряд за борба с тероризма
- Дирекции
  - Дирекция „Миграция“
  - Дирекция „Инспекторат“
  - Дирекция „Координация и административно обслужване“
  - Дирекция „Обществени поръчки“
  - Дирекция „Отбранително-мобилизационна подготовка“
  - Дирекция „Правно-нормативна дейност“
  - Дирекция „Управление на собствеността и социални дейности“

- Специализирани административни дирекции
  - Дирекция „Български документи за самоличност“
  - Дирекция „Национална система 112“
  - Дирекция „Анализ и политики“
  - Дирекция „Европейски съюз и международно сътрудничество“
  - Дирекция „Защита на финансовите интереси на Европейския съюз“
  - Дирекция „Информация и архив“
  - Дирекция „Комуникационни и информационни системи“
  - Дирекция „Международни проекти“
- Академия на МВР
- Медицински институт на МВР
- Институт по психология на МВР

### Функции на основните структури
Главна дирекция „Национална полиция“

Главна дирекция „Национална полиция“ е национална специализирана структура за оперативно-издирвателна, превантивна, информационно-аналитична и организационна дейност по предотвратяване, пресичане, разкриване и разследване на престъпления с изключение на свързаните с организирана престъпна дейност.
Главна дирекция „Борба с организираната престъпност“

Главна дирекция „Борба с организираната престъпност“ при Министерството на вътрешните работи на Република България е специализирана оперативно-издирвателна служба, противодействаща на организирана престъпна дейност на местни и транснационални престъпни структури.
Главна дирекция „Пожарна безопасност и защита на населението“
Главна дирекция „Пожарна безопасност и защита на населението“ има за задача да планира, организира, провежда, координира и контролира действията на служителите от своите структурни звена в цялата страна. 
Главна дирекция „Гранична полиция“

Главна дирекция „Гранична полиция“ е национална специализирана охранителна и оперативно-издирвателна структура на МВР за граничен контрол и охрана на държавната граница. Тя
извършва контрол по спазването на граничния режим. Гранична полиция осъществява функциите си в граничната зона, зоните на граничните контролно-пропускателни пунктове, международните летища и пристанища, вътрешните морски води, териториалното море, прилежащата зона, континенталния шелф, българската част на река Дунав, другите гранични реки и водоеми. 
Академия на Министерство на вътрешните работи

Академията на МВР е висше училище в Република България за подготовка на държавни служители за нуждите на Министерството на вътрешните работи.
Медицински институт на МВР
Медицинският институт на МВР е лечебно заведение по чл. 5, ал. 1 от Закона за лечебните заведения,  научно-преподавателски и научно-приложен институт за осъществяване на дейността по здравеопазването в МВР. С решение на Министерски съвет Медицински институт (МИ) на МВР е определен за университетска болница за срока на акредитационната му оценка.
Лечебните заведения за болнична помощ на МИ на МВР работят по договори с НЗОК и НОИ, което позволява наред с лицата, имащи право да бъдат лекувани в МИ на МВР, съгласно Правилника за прилагане на Закона за МВР (ППЗМВР), така и да бъде оказвана високо-квалифицирана медицинска помощ и на други граждани. 

## Главни секретари на МВР
Званията са към датата на заемане на длъжността:
- полковник (ген.-майор от 23.11.1990) Тодор Бояджиев: 29 март 1990 – 26 март 1991 г.
- генерал-майор Людмил Маринчевски: 26 март – 31 декември 1991 г.
- генерал-майор Богомил Бонев: февруари 1992 – януари 1993 г.
- Коста Богацевски: 22 януари 1993 – 28 октомври 1994 г.
- Георги Ламбов: 28 октомври 1994 – 19 февруари 1997 г.
- полковник (ген.-майор от 7.07.1997) Божидар Попов: 19 февруари 1997 – 22 август 2000 г.
- генерал-майор Славчо Босилков: 22 август 2000 – 1 септември 2001 г.
- полковник (ген.-майор от 2002; ген.-лейтенант от 2004) Бойко Борисов: 14 септември 2001 – 21 септември 2005 г.
- генерал-майор Иван Чобанов: от 19 май 2005 до юни 2005 г. временно изпълняващ длъжността
- генерал-лейтенант Илия Илиев: 21 септември 2005 – 28 ноември 2007 г.
- генерал-лейтенант Валентин Петров – от 28 ноември 2007 -30 април 2008 г. временно изпълняващ длъжността
- главен комисар Павлин Димитров: 30 април – 2 септември 2008 г. временно изпълняващ длъжността
- главен комисар Калин Георгиев: 2009 – 7 юни 2013 г.
- главен комисар Светлозар Лазаров: 7 юни 2013 – 11 март 2015 г.
- главен комисар Георги Костов: 11 март 2015 – 22 февруари 2017 г.
- главен комисар Георги Арабаджиев: 24 февруари-9 май 2017 г. изпълняващ длъжността
- главен комисар Младен Маринов: 9 май 2017 – 20 септември 2018 г.
- главен комисар Христо Терзийски: 20 септември – 18 декември 2018 г. изпълняващ длъжността, назначен със заповед на министъра на вътрешните работи
- главен комисар Ивайло Иванов: 18 декември 2018 – 14 май 2021 г.
- главен комисар Стоян Темелакиев: 14 май 2021 г. – 5 август 2021 г. изпълняващ длъжността
- главен комисар Петър Тодоров – от 5 август 2021 – 8 септември 2023 г.
- главен комисар Живко Коцев – от 8 септември 2023 – 10 април 2024
- главен комисар Димитър Кангалджиев – 10 април – 27 септември 2024, временно изпълняваш длъжността
- главен комисар Мирослав Рашков – от 27 септември 2024, временно изпълняващ длъжноста

### Функции на главния секретар
Главният секретар на МВР е висшата професионална длъжност в министерството и е държавен служител. Той:
1. планира, организира и контролира основните дейности на МВР и отговаря за изпълнението им;
2. организира и контролира взаимодействието между основните структури на МВР при извършване на основните дейности;
3. осъществява взаимодействие с други държавни органи и организации, както и със съответните структури с полицейски правомощия на други държави и с международни органи и организации при изпълнение на основните дейности;
4. издава заповеди във връзка с изпълнението на правомощията си.

Главният секретар на МВР се назначава с указ на президента на републиката по предложение на Министерския съвет.

## Звания и отличителни знаци в МВР
| Служба              |                      | ПАГОНИ  | ПАГОНИ           | ПАГОНИ           | ПАГОНИ             | ПАГОНИ              | ПАГОНИ               | ПАГОНИ                | ПАГОНИ                            | ПАГОНИ            | ПАГОНИ                       |
| ------------------- | -------------------- | ------- | ---------------- | ---------------- | ------------------ | ------------------- | -------------------- | --------------------- | --------------------------------- | ----------------- | ---------------------------- |
|                     | чин                  | Комисар | Главен Инспектор | Старши Инспектор | Инспектор I степен | Инспектор II степен | Инспектор III степен | Командир на отделение | Полицай I степен (Старши полицай) | Полицай II степен | Полицай III степен (Полицай) |
| Охранителна полиция | парадна униформа     |         |                  |                  |                    |                     |                      |                       |                                   |                   |                              |
| Охранителна полиция | всекидневна униформа |         |                  |                  |                    |                     |                      |                       |                                   |                   |                              |
| Гранична полиция    | парадна униформа     |         |                  |                  |                    |                     |                      |                       |                                   |                   |                              |
| Гранична полиция    | всекидневна униформа |         |                  |                  |                    |                     |                      |                       |                                   |                   |                              |
| Жандармерия         | парадна униформа     |         |                  |                  |                    |                     |                      |                       |                                   |                   |                              |
| Жандармерия         | всекидневна униформа |         |                  |                  |                    |                     |                      |                       |                                   |                   |                              |